# Groupement Sportif des Pétrolier Algérie/Saison 2014
Dieser Artikel listet Erfolge und Fahrer des Radsportteams Groupement Sportif des Pétrolier Algérie in der Saison 2014 auf.

## Erfolge in der Africa Tour
| Datum    | Rennen                                      | Kat. | Fahrer               |
| -------- | ------------------------------------------- | ---- | -------------------- |
| 16. März | 1. Etappe Tour International de Blida       | 2.2  | Azzedine Lagab       |
| 24. März | 1. Etappe Tour International de Constantine | 2.2  | Azzedine Lagab       |
| 28. März | Circuit d’Alger                             | 1.2  | Azzedine Lagab       |
| 9. April | 6. Etappe Tour du Maroc                     | 2.2  | Abdelbasset Hannachi |
| 18. Juni | Algerische Meisterschaft – Einzelzeitfahren | CN   | Azzedine Lagab       |
| 20. Juni | Algerische Meisterschaft – Straßenrennen    | CN   | Abdelbasset Hannachi |

## Zugänge – Abgänge
| Zugänge           | Team 2013                                   | Abgänge                     | Team 2014       |
| ----------------- | ------------------------------------------- | --------------------------- | --------------- |
| Mustapha Droueche | Vélo Club SOVAC                             | Khelil Tamarente            | Karriereende    |
| Abdelaziz Yahmi   | Geofco-Ville d’Alger (2012)                 | Abdelmalek Kessi            | Unbekannt       |
| Fathi Bennabi     | Groupement Sportif Pétrolier Algérie (2012) | Bilal Saada (bis 7. August) | Vélo Club SOVAC |
| Ayoub Karrar      | Olympique Team Algérie (2012)               |                             |                 |
| Bilal Saada       | Vélo Club SOVAC Algérie (2012)              |                             |                 |

## Mannschaft
| Name                  | Geburtstag         | Nationalität |
| --------------------- | ------------------ | ------------ |
| Abdelkader Belmokhtar | 5. März 1987       | Algerien     |
| Boualem Belmokhtar    | 11. März 1993      | Algerien     |
| Fathi Bennabi         | 27. Juli 1990      | Algerien     |
| Abdellah Benyoucef    | 10. April 1987     | Algerien     |
| Abderrahman Bourezza  | 19. Januar 1985    | Algerien     |
| Mustapha Droueche     | 28. Januar 1994    | Algerien     |
| Mohamed Hamza         | 14. Oktober 1992   | Algerien     |
| Abdelbasset Hannachi  | 2. Februar 1985    | Algerien     |
| Ayoub Karrar          | 3. Februar 1993    | Algerien     |
| Azzedine Lagab        | 18. September 1986 | Algerien     |
| Ismain Lallouchi      | 19. Juli 1989      | Algerien     |
| Abdelmalek Madani     | 28. Februar 1983   | Algerien     |
| Abdelaziz Yahmi       | 10. Mai 1992       | Algerien     |
| Abdenour Yahmi        | 10. Mai 1992       | Algerien     |